# Viktorijaön
För andra betydelser, se Victoria Island (olika betydelser).

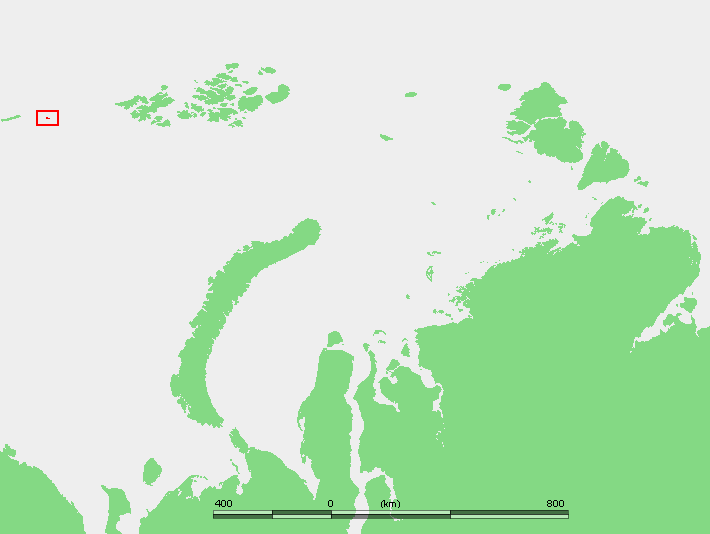
Lägeskarta

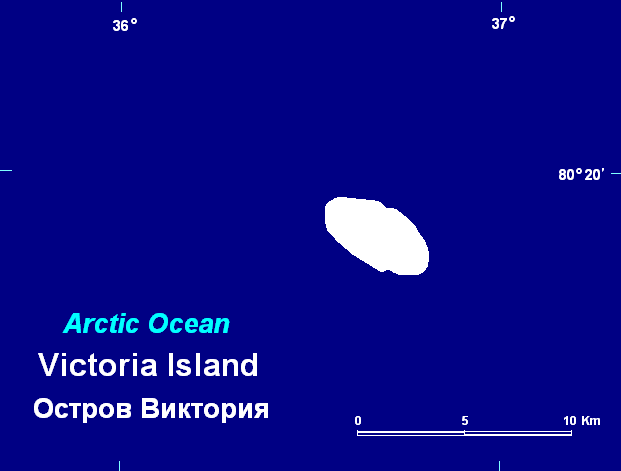
Viktorijaön

Viktorijaön (ryska Остров Виктория; Ostrov Viktorija) är en liten ö i Norra ishavet och tillhör Ryssland. Ön är den västligaste bland Rysslands arktiska öar.

## Geografi
Viktorijaön ligger i Barents hav cirka 180 km väster om ryska Frans Josefs land och endast cirka 60 km öster om Kræmerpynten på Kvitøya i norska Svalbard. 
Den obebodda ön är av vulkaniskt ursprung och har en areal om cirka 14 km² och är ca 5 km lång och ca 2,5 km bred. Den högsta höjden år på ca 105 m ö.h. och ön är istäckt större delen av året.
Det finns en forskningsstation vid Mys Knipovitja (Мыс Книповича) på öns nordvästra del.
Geografiskt räknas ön till Frans Josefs land och förvaltningsmässigt ingår ön därför i regionen Archangelsk oblast.

## Historia
Viktorijaön upptäcktes den 20 juli 1898 av norska kaptenerna Johannes Nilsen och Ludvig Bernard Sebulonsen. Följande dag siktades ön även av norske kapten P. W. Nilsen på fartyget "Victoria" och som då namngav ön efter fartyget.
1920 ingicks Spetsbergtraktaten som reglerade territorialgränsen mellan Norge och Sovjetunionen i området. Sovjetunionen ansåg dock att Viktorijaön låg i ett ingenmansland och krävde i ett dekret utfärdad den 15 april 1926 även rätt över ön. Norge protesterade genom att tillåta ett privat försök att ockupera ön 1929 igenom norske redaren Lars Christensen. Försöket misslyckades men i augusti 1930 anlände Bratvaagexpeditionen under ledning av norske Gunnar Horn till ön och etablerade ett läger där (expeditionens syfte var att söka efter spår efter den försvunna Andrées polarexpedition). Norge avstod dock från formella krav på ön och den 29 augusti 1932 hissades den sovjetiska flaggan av ryske kapten S. V. Popov.
1959 öppnades den första forskningsstationen på ön, vid Kap Knipovitj, som är döpt efter ryske oceanografen Nikolaj M. Knipovitj.
Det finns planer på att införliva ön i ett till 2010 planerat naturreservat "Ryska Arktis".